# 4. motorizirana divizija (Irak)
4. motorizirana divizija je motorizana divizija Iraške kopenske vojske, ki je podrejena Korpusu za hitro posredovanje.

## Zgodovina
Operacije in bitke
- Operacija Able Rising Force (2005)
- Operacija Gaugamela (2006)
- Operacija Phantom Thunder
- Operacija Phantom Strike (2007-08)
- Bitka za Basro (2008)

## Organizacija
- Štab
- 4. bataljon specialnih sil
- 4. komando bataljon
- 14. motorizirana (zračnodesantna) brigada
- 15. motorizirana brigada
- 16. motorizirana brigada
- 17. motorizirana brigada
- 4. poljski inženirski polk
- 4. poljski artilerijski polk
- 4. lokacijsko poveljstvo (Tikrit)

- 4. bazna varnostna enota
- 4. vzdrževalna baza
- 4. motorizirani transportni polk

- 4. divizijski trenažni center (Tikrit)